# 1969年の鉄道
1969年の鉄道（1969ねんのてつどう）とは、1969年（昭和44年）に起こった鉄道関係の出来事をまとめたページである。
1968年の鉄道 - 1969年の鉄道 - 1970年の鉄道

## 出来事の一覧

### 1月
- 1月10日
  - 豊橋鉄道
    - （駅休止） 名豊ビル前停留場 （東田本線)
- 1月16日
  - 羽後交通
    - （路線廃止） 横荘線 沼館駅 - 舘合駅間 (3.6 km)
    - （駅廃止） 船沼駅、舘合駅
- 1月28日
  - 日本国有鉄道
    - （複線化）  中央本線 石和駅（現・石和温泉駅） - 酒折駅間 (3.4 km)

### 2月
- 2月1日
  - 大阪市電
    - （路線廃止） 西野田桜島線 桜島駅前停留場 - 兼平町停留場間
    - （駅廃止） 桜島駅前停留場、島屋橋停留場、三本松停留場、西島屋町停留場、島屋町停留場、春日出車庫前停留場、西春日出町停留場、四貫島大通三丁目停留場、四貫島大通二丁目停留場、千鳥橋停留場、朝日橋停留場、西九条停留場、兼平町停留場
    - （路線廃止） 西野田線 兼平町停留場 - 玉川四丁目停留場間
    - （駅廃止） 野田駅前停留場、玉川四丁目停留場
    - （路線廃止） 西野田福島線 玉川四丁目停留場 - 福島西通停留場間
    - （駅廃止） 亀甲町停留場、福島西通停留場
    - （路線廃止） 福島曽根崎線 福島西通停留場 - 梅田新道停留場間
    - （駅廃止） 浄正橋通停留場、出入橋停留場、桜橋停留場、梅田新道停留場
    - （路線廃止） 曽根崎天満橋筋線 梅田新道駅 - 空心町二丁目駅間
    - （駅廃止） 梅ヶ枝町停留場、南森町停留場、河内町停留場、空心町二丁目停留場
    - （路線廃止） 天満今福線 空心町二丁目停留場 - 今福停留場間
    - （駅廃止） 桜宮橋停留場、東野田停留場、京橋停留場、蒲生町一丁目停留場、蒲生町三丁目停留場、蒲生町四丁目停留場、今福停留場
- 2月20日
  - 名古屋市電
    - （路線廃止） 下之一色線 尾頭橋停留場 - 下之一色停留場間 (2.5 km)
    - （駅廃止） 八幡通停留場、八幡西通停留場、五女子停留場、二女子停留場、長良橋停留場、長良本町停留場、小本停留場、荒子停留場、中郷停留場、法花停留場、下之一色停留場
    - （路線廃止） 築地線 下之一色停留場 - 稲永町停留場間 (4.6 km)
    - （駅廃止） 東起町五丁目停留場、明徳橋停留場、惟信高校前停留場、弁天裏停留場、多加良停留場、西ノ割停留場、大宮司停留場

### 3月
- 3月1日
  - 日本国有鉄道
    - （新駅開業）  東広島駅（現・広島貨物ターミナル駅）（山陽本線 向洋駅 - 広島駅間）

  - 伊豆急行
    - （駅名改称・常設駅化） 今井浜海岸駅←今井浜海水浴場駅（伊豆急行線）
- 3月16日
  - 名古屋鉄道
    - （複線化）  広見線 善師野駅 - 春里信号場
- 3月23日
  - 神戸市電
    - （路線廃止） 石屋川線 石屋川停留場 - 上筒井1丁目停留場間
    - （駅廃止） 石屋川停留場、常磐木停留場、六甲口停留場、日尾町停留場、神前町停留場、将軍通停留場、水道筋1丁目停留場、水道筋3丁目停留場、水道筋6丁目停留場、原田停留場、王子公園前停留場、上筒井1丁目停留場
    - （路線廃止） 布引線 上筒井1丁目停留場 - 加納町3丁目停留場間
    - （駅廃止） 上筒井2丁目停留場、上筒井4丁目停留場、上筒井6丁目停留場、熊内1丁目停留場、熊内4丁目停留場、布引停留場、中央市民病院前停留場
    - （路線廃止） 尻池線 中之島停留場 - 東尻池2丁目停留場間
    - （駅廃止） 松原3丁目停留場、松原5丁目停留場
- 3月27日
  - 磐梯急行電鉄（旧・日本硫黄沼尻鉄道部）
    - （路線廃止） 川桁駅 - 沼尻駅間 (15.6 km)[1]
    - （駅廃止） 白津駅、内野駅、会津下館駅、荻窪駅、白木城駅、会津樋ノ口駅、名家駅、酸川野駅、木地小屋駅、沼尻駅
- 3月29日
  - 帝都高速度交通営団（現・東京地下鉄）
    - （延伸開業）  東西線 東陽町駅 - 西船橋駅間 (15.0 km)
    - （新駅開業）  南砂町駅、葛西駅、浦安駅、行徳駅、原木中山駅、西船橋駅
- 3月31日
  - 日本国有鉄道
    - （複線化）  中央本線 恵那駅 - 武並駅間 (5.4 km)

### 4月
- 4月1日
  - 南部鉄道
    - （路線廃止） 尻内駅 - 五戸駅間 (12.3 km)[2]
    - （駅廃止） 張田駅、正法寺駅、七崎駅、豊崎駅、志戸岸駅、県立種鶏場前駅、五戸駅

  - 仙台市電
    - （路線廃止） 北仙台線 二日町停留場 - 北仙台駅前停留場間
    - （駅廃止） 二日町停留場、北六番丁電波監理局前停留場、堤通停留場、北仙台駅前停留場

  - 川崎市電
    - （路線廃止） 川崎駅前停留場 - 池上新田停留場間
    - （駅廃止） 川崎駅前停留場、商工中金前停留場、第一国道停留場、渡田新町停留場、渡田三丁目停留場、成就院前停留場、小田栄町停留場、昭和電線前停留場、東渡田三丁目停留場、日本鋼管前停留場、浜町三丁目停留場、浜町四丁目停留場、桜橋停留場、桜本停留場、池上新田停留場

  - 加越能鉄道
    - （新駅開業）  野尻駅（加越線 本江駅 - 柴田屋駅間）、焼野駅（福野駅 - 高瀬神社駅）

  - 名古屋市営地下鉄
    - （延伸開業）  東山線 中村公園駅 - 名古屋駅間 (3.5 km)、星ヶ丘駅 - 藤ヶ丘駅（現・藤が丘駅）間 (4.4 km)
    - （新駅開業）  中村公園駅、中村日赤駅、本陣駅、亀島駅、一社駅、本郷駅、藤が丘駅

  - 大阪市電
    - （路線廃止） 梅田善源寺町線 阪急東口停留場 - 都島本通停留場間
    - （駅廃止） 阪急東口停留場、中崎町停留場、浮田町停留場、天神橋筋六丁目停留場、長柄国分寺停留場、淀川停留場、都島本通停留場
    - （路線廃止） 都島守口線 都島本通停留場 - 守口停留場間
    - （駅廃止） 高倉町一丁目停留場、高倉町二丁目停留場、高倉町三丁目停留場、赤川一丁目停留場、赤川三丁目停留場、生江町停留場、城北公園前停留場、大宮町停留場、大宮小学校前停留場、今市町停留場、太子橋停留場、守口停留場
    - （路線廃止） 九条高津線 玉船橋停留場 - 上本町六丁目停留場間
    - （駅廃止） 玉船橋停留場、汐干橋停留場、辰巳橋停留場、境川町停留場、岩崎橋停留場、大正橋停留場、幸町四丁目停留場、桜川二丁目停留場、幸町一丁目停留場、湊町駅前停留場、戎橋停留場、千日前停留場、日本橋筋一丁目停留場、下寺町停留場、谷町九丁目停留場、上本町六丁目停留場
    - （路線廃止） 上本町下味原町線 上本町六丁目停留場 - 下味原町停留場間
    - （駅廃止） 小橋西の町停留場、下味原町停留場
    - （路線廃止） 鶴橋線 下味原町停留場 - 今里車庫前停留場間
    - （駅廃止） 鶴橋停留場、大成通一丁目停留場、今里車庫前停留場

  - 熊本市電
    - （新駅開業）  動物園前停留場（現・動植物園入口停留場）（健軍線 健軍校前停留場 - 健軍交番前停留場間）
- 4月5日
  - 名古屋鉄道
    - （駅廃止） 井戸田駅、増田口駅、八剣駅（名古屋本線）
    - （駅廃止） 守山口駅、笠寺道駅、小幡原駅、霞ヶ丘駅、（旧）印場駅、平池駅、根ノ鼻駅（瀬戸線）
    - （駅廃止） 加木屋駅、浦島駅、時志駅（河和線）
    - （駅廃止） 東須賀駅、東柳津駅、門間駅、曲利駅、本覚寺前駅、沖駅、美濃石田駅、正専寺前駅、桑原駅（竹鼻線）
    - （駅廃止） 九ノ坪駅、稲荷前駅、小折口駅、宮後駅（犬山線）
    - （駅廃止） 萱場駅、尻毛橋駅、川部橋駅、八ツ又駅、麻生駅、八丈岩駅（揖斐線）
    - （駅廃止） 東伏見駅、城門駅、伊岐津志駅（八百津線）
    - （駅廃止） 新居屋駅、津島口駅（津島線）
    - （駅廃止） 前波駅（広見線）
    - （駅廃止） 東富田駅（西尾線）
    - （駅廃止） 南津島駅、西宮後駅（尾西線）
    - （駅廃止） 黒野西口駅、八王子坂駅（谷汲線）
    - （駅廃止） 春日井口駅、上新町駅、楽田原駅、五郎丸駅（小牧線）
    - （駅廃止） 北寺津駅（三河線）
- 4月6日
  - 日本国有鉄道
    - （複々線化）  中央本線 荻窪駅 - 三鷹駅間 (5.4 km)
- 4月15日
  - 富山地方鉄道
    - （駅廃止） 富山田地方駅（富山地方鉄道本線）
- 4月16日
  - 大阪市営地下鉄（現・大阪市高速電気軌道）
    - （新線開業）  5号線（現・千日前線） 野田阪神駅 - 桜川駅間 (3.7 km)
    - （新駅開業）  野田阪神駅、玉川駅、西長堀駅、桜川駅
- 4月20日
  - 上田丸子電鉄
    - （路線廃止） 丸子線 上田東駅 - 丸子町駅間 (15.6 km)
    - （駅廃止） 上田東駅、染屋駅、上堀駅、八日堂駅、神川駅、岩下駅、東特前駅、電鉄大屋駅、信濃石井駅、下長瀬駅、長瀬駅、上長瀬駅、丸子鐘紡駅、中丸子駅、上丸子駅、丸子町駅

### 5月
- 5月1日
  - 夕張鉄道
    - （新駅開業）  中央農試前駅（夕張鉄道線 北長沼駅 - 栗山駅間）

  - 十和田観光電鉄
    - （新駅開業）  工業高校前駅（十和田観光電鉄線 高清水駅 - ひがし野団地駅間）
- 5月5日
  - 高松琴平電気鉄道
    - （駅廃止） 川島口駅（長尾線）
- 5月10日
  - 日本国有鉄道
    - 運賃・料金の改定を実施し、従来の等級制を廃止して運賃を一本化するとともに、従来の一等車を特別料金を徴収するグリーン車に、一等寝台をA寝台（二等寝台はB寝台）に、それぞれ変更。
- 5月11日
  - 東京急行電鉄
    - （路線廃止） 玉川線 渋谷駅 - 二子玉川園駅間 (9.1 km)
    - （駅廃止） 上通駅、大橋駅、玉電池尻駅、三宿駅、玉電中里駅、上馬駅、真中駅、駒沢駅、新町駅、桜新町駅、用賀駅、玉電瀬田駅
    - （路線廃止） 砧線 二子玉川園駅 - 砧本村駅間 (2.2 km)
    - （駅廃止） 中耕地駅、吉沢駅、砧本村駅
    - （駅名改称） 若林駅←玉電若林駅、山下駅←玉電山下駅、松原駅←玉電松原駅（世田谷線）
- 5月15日
  - 十和田観光電鉄
    - （駅名改称）  十和田市駅 ← 三本木駅（十和田観光電鉄線）

  - 豊橋鉄道
    - （路線休止） 東田本線 駅前停留場 - 市民病院前停留場間 (0.4 km)

  - 近畿日本鉄道
    - （駅廃止） 揖斐川駅（名古屋線）
    - （駅廃止） 稗田前駅、旧星川駅、大木駅、畑新田駅（北勢線）
    - （駅廃止） 堀木駅、製絨所前駅、小生駅、神森駅、宿野駅（湯の山線）

  - 伊賀鉄道
    - （駅廃止） 鍵屋辻駅、（旧）四十九駅（伊賀線）

### 6月
- 6月10日
  - 水間鉄道
    - （新駅開業）  近義の里駅（水間線 貝塚市役所前駅 - 石才駅間）
- 6月24日
  - 日本国有鉄道
    - （複線化）  中央本線 上松駅 - 小野ノ滝信号場間 (3.8 km)
    - （信号場廃止）  小野ノ滝信号場
- 6月25日
  - 名古屋臨海鉄道
    - （延伸開業）  南港線 （南港駅（現・名古屋南貨物駅） - 知多駅間 (4.4 km)
    - （新駅開業）  知多駅

### 7月
- 7月1日
  - 日本国有鉄道
    - （駅名改称）  田之尻駅←筒賀駅（可部線）

  - 大井川鐵道
    - （新駅開業）  大和田駅（大井川本線 福用駅 - 家山駅間）

  - 近畿日本鉄道
    - （駅廃止） 真珠港駅（志摩線）

  - 大阪市営地下鉄（現・大阪市高速電気軌道）
    - （移設・駅名改称） 本町駅←信濃橋駅（四つ橋線）
- 7月3日
  - 日本国有鉄道
    - （複線化）  中央本線 十二兼駅 - 南木曽駅間 (5.5 km)
- 7月9日
  - 善光寺白馬電鉄
    - （路線廃止） 南長野駅 - 裾花口駅間 (7.4 km)[3]
    - （駅廃止） 南長野駅、山王駅、妻科駅、信濃善光寺駅、茂菅駅、善光寺温泉駅、裾花口駅
- 7月11日
  - 秋田中央交通
    - （路線廃止） 秋田中央交通線 八郎潟駅 - 五城目駅間 (3.8 km)
    - （駅廃止） 川崎駅、高校前駅、五城目駅
- 7月15日
  - 苫小牧港開発
    - （新駅開業）  港南駅（苫小牧港開発株式会社線 港北駅 - 石油埠頭駅間）
- 7月20日
  - 立山黒部貫光
    - （路線開業）  黒部ケーブルカー 黒部湖駅 - 黒部御前駅（現・黒部平駅）間 (0.8km)
- 7月25日
  - 大阪市営地下鉄（現・大阪市高速電気軌道）
    - （延伸開業）  千日前線 谷町九丁目駅 - 今里駅間 (2.6 km)
    - （新駅開業）  今里駅
- 7月27日
  - 日本国有鉄道
    - （延伸開業）  可部線 加計駅 - 三段峡駅間 (14.2 km)
    - （新駅開業）  木坂駅、殿賀駅、上殿駅、筒賀駅、土居駅、戸河内駅、三段峡駅

### 8月
- 8月1日
  - 東京都交通局
    - （駅名改称）  高島平駅←志村駅（地下鉄6号線（現・三田線））
- 8月12日
  - 日本国有鉄道
    - （新駅開業）  瀬田駅（東海道本線 草津駅 - 石山駅間）
- 8月17日
  - 富山地方鉄道
    - （路線廃止）  黒部支線 電鉄桜井駅 - 黒部駅 (1.1km)
- 8月18日
  - 京都市電
    - （駅廃止）  九条線 九条七本松停留場、羅城門町停留場
    - （駅開業）  九条線 九条新千本停留場（九条七本松停留場・羅城門町停留場を統合）
- 8月24日
  - 京阪神急行電鉄
    - （昇圧） 宝塚本線 (直流600V→直流1,500V)
    - （昇圧） 箕面線 (直流600V→直流1,500V)

### 9月
- 9月1日
  - 花巻電鉄
    - （路線廃止）  鉛線 花巻駅 - 西鉛温泉駅間
    - （駅廃止） 西花巻駅、西公園駅、石神駅、中根子駅、熊野駅、新田駅、歳の神駅、一本杉駅、二ツ堰駅、神明前駅、松原駅、松倉駅、富士鉄保養所前駅、志戸平温泉駅、渡り駅、大沢温泉駅、前田学校前駅、山の神駅、高倉山温泉駅、鉛温泉駅、西鉛温泉駅

- 9月10日
  - 大阪市営地下鉄（現・大阪市高速電気軌道）
    - （延伸開業）  千日前線 今里駅 - 新深江駅間 (0.9 km)
    - （新駅開業）  新深江駅
- 9月18日
  - 京福電気鉄道
    - （路線廃止） 永平寺線 金津駅 - 東古市駅間 (18.4 km)
    - （駅廃止） 菅野駅、伊井駅、御簾ノ尾駅、坪江駅、瓜生駅、乗兼駅、長畝駅、丸岡口駅、本丸岡駅、西瓜屋駅、末政駅、油駅、友末駅、楽間駅、鳴鹿駅
- 9月20日
  - 日本国有鉄道
    - （駅昇格）  室蘭本線 旭浜駅←旭浜信号場
- 9月26日
  - 日本国有鉄道
    - （複線化）  中央本線 富士見駅 - 青柳駅間 (5.1 km)
- 9月27日
  - 日本国有鉄道
    - （複線化）  鹿児島本線 広木信号場 - 西鹿児島駅（現・鹿児島中央駅）間
    - （信号場廃止） 広木信号場
- 9月28日
  - 日本国有鉄道
    - （経路変更）  身延線 富士駅 - 入山瀬駅間 (5.6 km)
    - （駅移設）  本市場駅、竪堀駅
    - （駅名改称）  柚木駅←本市場駅
- 9月29日
  - 日本国有鉄道
    - （複線化）  中央本線 奈良井駅 - 藪原駅間 (6.6 km)

### 10月
- 10月1日
  - 日本国有鉄道
    - （電化）  函館本線 滝川駅 - 旭川駅間 (53.3 km・交流20,000 V)
    - （駅廃止） 神居古潭駅（函館本線）
    - （路線廃止） 筑豊本線貨物支線 小竹駅 - 新多駅間 (3.1 km)
    - （駅廃止） 新多駅（筑豊本線貨物支線）
    - （複線化）  北陸本線 谷浜駅 - 直江津駅間 (6.6 km)
    - （駅廃止） 郷津駅（北陸本線）
    - （新駅開業）  湘南貨物駅（東海道本線 大船駅 - 藤沢駅間）
    - （新駅開業）  西岡山駅（現・岡山貨物ターミナル駅）（山陽本線 岡山駅 - 庭瀬駅間）
    - （駅名改称）  東柏崎駅←比角駅（越後線）
    - （駅名改称）  妙高高原駅←田口駅（信越本線）
    - （駅名改称）  西広島駅←己斐駅（山陽本線）
    - （駅名読み変更）  豊後竹田駅（ぶんごたけた←ぶんごたけだ）（豊肥本線）

  - 三菱鉱業
    - （路線譲渡） 三菱石炭鉱業大夕張鉄道線←三菱鉱業大夕張鉄道線
    - （駅廃止） シューパロ湖駅（大夕張鉄道線）

  - 十和田観光電鉄
    - （新駅開業）  三農校前駅（十和田観光電鉄線 古里駅 - 高清水駅間）

  - 神奈川臨海鉄道
    - （新線開業）  本牧線 根岸駅 - 本牧埠頭駅間 (5.6 km)
    - （新駅開業）  横浜本牧駅、本牧埠頭駅

  - 京都市営トロリーバス
    - （路線廃止）京都市営トロリーバス梅津線 四条大宮駅 - 松尾橋駅間 (5.2 km)
    - （駅廃止）　四条坊城駅、四条中新道駅、四条御前通駅、西院巽町駅、四条中学前駅、梅津車庫前駅、南広町駅、高畝駅、段町駅、北浦町駅、西浦町駅、梅ノ宮駅駅、松尾橋駅

  - 広島電鉄
    - （駅名改称） 広電西広島駅←西広島駅（宮島線）
- 10月4日
  - 西武鉄道
    - （信号場開業）  武蔵横手信号場（池袋線。武蔵横手駅を信号場として再開設）

  - 豊橋鉄道
    - （駅廃止） 明豊ビル前停留場（東田本線）
- 10月14日
  - 西武鉄道
    - （新線開業）  秩父線 吾野駅 - 西武秩父駅間 (19.0 km)
    - （新駅開業）  西吾野駅、正丸駅、芦ヶ久保駅、東横瀬駅、横瀬駅、西武秩父駅
    - （信号場開業）  正丸トンネル信号場
- 10月26日
  - 東京都電車
    - （路線廃止） 伊皿子線 泉岳寺前駅 - 古川橋駅間
    - （駅廃止） 泉岳寺前駅、伊皿子駅、魚籃坂下駅、古川橋駅
    - （路線廃止） 古川線 天現寺橋駅 - 金杉橋駅間
    - （駅廃止） 天現寺橋駅、光林寺駅、四ノ橋駅、（古川橋駅）、三ノ橋駅、二ノ橋駅、一ノ橋駅、麻布中ノ橋駅、赤羽橋駅、芝園橋駅、金杉橋駅
    - （路線廃止） 天現寺橋線 天現寺橋駅 - 渋谷駅前駅間
    - （駅廃止） 広尾一丁目駅、渋谷橋駅、東二丁目駅、並木橋駅、渋谷駅前駅
    - （路線廃止） 広尾線 天現寺橋駅 - 北青山一丁目駅間
    - （駅廃止） 広尾橋駅、赤十字病院駅、西麻布駅、墓地下駅、南青山一丁目駅、北青山一丁目駅
    - （路線廃止） 信濃町線 北青山一丁目駅 - 四谷三丁目駅間
    - （駅廃止） 権田原駅、信濃町駅、左門町駅、四谷三丁目駅
    - （路線廃止） 六本木線 北青山一丁目駅 - 浜松町一丁目駅間
    - （駅廃止） 赤坂八丁目駅、竜土町駅、六本木駅、三河台町駅、飯倉片町駅、飯倉一丁目駅、神谷町駅、御成門駅、浜松町一丁目駅
    - （路線廃止） 丸ノ内線 都庁前駅[4] - 丸の内一丁目駅間
    - （駅廃止） 都庁前駅、丸ノ内南口駅、丸ノ内北口駅、丸ノ内一丁目駅
    - （路線廃止） 千代田橋線 丸ノ内一丁目駅 - 日本橋駅間
    - （駅廃止） 呉服橋駅
    - （路線廃止） 室町線 丸ノ内一丁目駅 - 室町三丁目駅間
    - （駅廃止） 新常盤橋駅
    - （路線廃止） 千束線 蔵前一丁目駅 - 三ノ輪車庫前駅間
    - （駅廃止） 三筋二丁目駅、菊屋橋駅、合羽橋駅、入谷二丁目駅、千束二丁目駅、竜泉駅、三ノ輪車庫前駅
    - （路線廃止） 和泉橋線 水天宮駅 - 岩本町駅、秋葉原駅東口駅 - 上野駅前駅間
    - （駅廃止） 人形町駅、堀留町駅、岩本町二丁目駅、和泉町駅、台東一丁目駅、台東三丁目駅、御徒町駅前駅、上野駅前駅
    - （路線廃止） 三ノ輪線 上野駅前 - 三ノ輪車庫前間
    - （駅廃止）北上野一丁目駅、下谷二丁目駅、根岸四丁目駅、下谷三丁目駅、根岸五丁目駅
    - （路線廃止） 向島線 本所吾妻橋駅 - 東向島三丁目駅間
    - （駅廃止） 言問橋、向島二丁目駅、向島五丁目駅、東向島一丁目駅、東向島三丁目駅
    - （路線廃止） 池袋線 池袋駅前駅 - 護国寺駅間
    - （駅廃止） 池袋駅前駅、東池袋一丁目駅、大塚五丁目駅
    - （路線廃止）金杉線 東京港口駅 - 金杉橋駅間
    - （駅廃止） 東京港口駅
    - （路線廃止）芝浦線 東京港口駅 - 芝浦町二丁目駅間
    - （駅廃止） 南浜町駅、竹芝橋駅、芝浦町二丁目駅
- 10月30日
  - 山陽電気軌道
    - （路線廃止） 長関線 長府駅駅 - 唐戸駅間 (9.6 km)
    - （駅廃止） 長府駅駅、松小田駅、江下駅、前八幡駅、印内駅、鳥居前駅、松原駅、外浦駅、黒門駅、自動車学校駅、前田駅、御裳川駅、壇之浦駅、赤間神宮前駅
    - （路線廃止） 大和町線 下関駅駅 - 彦島口駅間 (1.4 km)
    - （駅廃止） 駅西口駅、水産会館駅、漁協前駅、大和町駅、二冷前駅、彦島口駅

### 11月
- 11月1日
  - 定山渓鉄道
    - （路線廃止） 定山渓鉄道線 東札幌駅 - 定山渓駅間 (27.2 km)
    - （駅廃止） 豊平駅、澄川駅、慈恵学園停留所、真駒内駅、緑ヶ丘停留所、石切山駅、藤の沢駅、十五島公園停留所、下藤野停留所、東簾舞停留所、簾舞駅、豊滝停留所、滝の沢駅、小金湯停留所、一の沢停留所、錦橋駅、白糸の滝停留所、定山渓駅

  - 江若鉄道
    - （路線廃止） 浜大津駅 - 近江今津駅間 (51.0 km)[5]
    - （駅廃止） 三井寺下駅、滋賀駅、叡山駅、日吉駅、雄琴温泉駅、堅田駅、真野駅、和邇駅、蓬萊駅、近江木戸駅、青柳ヶ浜駅、比良駅、近江舞子南口駅、近江舞子駅、北小松駅、白鬚駅、白鬚浜駅、高島町駅、水尾駅、安曇川駅、新旭駅、饗庭駅、北饗庭駅、近江今津駅
- 11月10日
  - 名古屋鉄道
    - （駅名改称） 可児川駅←ライン遊園駅、日本ライン今渡駅←今渡駅（広見線）

  - 京阪神急行電鉄（現・阪急電鉄）
    - （新駅開業）  万国博西口駅（千里線 南千里駅 - 北千里駅間）
- 11月30日
  - 京阪電気鉄道
    - （駅廃止） 片町駅（京阪本線）

### 12月
- 12月1日
  - 東武鉄道
    - （新駅開業） 東岩槻駅（野田線 岩槻駅 - 豊春駅間）

  - 伊豫鉄道（現・伊予鉄道）
    - （路線廃止）  城北線 南町停留場 - 赤十字病院前停留場間
    - （新線開業）  城南線支線 上一万停留場 - 赤十字病院前停留場間
    - （新駅開業） 平和通一丁目停留場（城北線・城南線 上一万停留場 - 赤十字病院前停留場間）
- 12月6日
  - 京阪神急行電鉄（現・阪急電鉄）
    - （駅名改称）  天神橋筋六丁目駅←天神橋駅（千里線）

  - 大阪市営地下鉄
    - （路線愛称使用開始）  御堂筋線（1号線）、谷町線（2号線）、四つ橋線（3号線）、中央線（4号線）、千日前線（5号線）
    - （新線開業）  堺筋線 天神橋筋六丁目駅 - 動物園前駅間 (7.0 km)
    - （新駅開業）  扇町駅、北浜駅、堺筋本町駅、長堀橋駅、日本橋駅、恵美須町駅
    - （新線開業）  中央線 本町駅 - 谷町四丁目駅間 (1.7 km)
    - （新駅開業）  本町駅、堺筋本町駅、谷町四丁目駅
- 12月8日
  - 日本国有鉄道
    - （路線廃止） 幸袋線 小竹駅 - 二瀬駅間 (7.6 km)、幸袋駅 - 伊岐須駅間 (2.5 km)
    - （駅廃止） 目尾駅、幸袋駅、新二瀬駅、二瀬駅、伊岐須駅
- 12月9日
  - 近畿日本鉄道
    - （駅廃止） 油阪駅（奈良線）
    - （新駅開業）  新大宮駅（奈良線 大和西大寺駅 - 近畿日本奈良駅（現・近鉄奈良駅）間）
- 12月14日
  - 阪神電気鉄道
    - （路線廃止） 国道線 西灘駅 - 東神戸駅間 (0.9 km)
    - （駅廃止） 東神戸駅
- 12月15日
  - 日立運輸東京モノレール（現・東京モノレール） 
    - （新駅開業）  新平和島駅（現・流通センター駅）（羽田線（現・東京モノレール羽田空港線） 大井競馬場前駅 - 羽田整備場駅（現・整備場駅）間）

  - 近畿日本鉄道
    - （新線開業）  鳥羽線 宇治山田駅 - 五十鈴川駅間 (1.9 km)
    - （新駅開業）  五十鈴川駅
- 12月20日
  - 帝都高速度交通営団
    - （新線開業）  千代田線 大手町駅 - 北千住駅間 (9.9 km)
    - （新駅開業）  新御茶ノ水駅、湯島駅、根津駅、千駄木駅、町屋駅

## 主なダイヤ改正
- 4月25日
  - 日本国有鉄道
- 7月6日
  - 名古屋鉄道
- 9月10日
  - 近畿日本鉄道
- 9月26日
  - 西武鉄道
- 10月1日
  - 日本国有鉄道
- 10月2日
  - 西武鉄道
- 12月15日
  - 近畿日本鉄道

## 鉄道車両

### 新系列・新形式
- 日本国有鉄道
  - 951形電車
  - 457系電車
  - クモヤ792形電車
  - キハ65形気動車
  - キヤ90形気動車
  - キヤ91形気動車
  - スニ41形客車
  - 12系客車
  - ワム400形貨車
  - トラ90形貨車
  - トラ43600形貨車
  - トキ1000形貨車
  - トキ21200形貨車
  - トキ21300形貨車
  - トキ23000形貨車
  - チキ100形貨車
  - チキ4700形貨車
  - チキ4800形貨車
  - コキ19000形貨車
  - ホラ100形貨車
  - ヤ80形貨車
  - タム9300形貨車
  - タサ5900形貨車
  - タサ6000形貨車
  - タキ13700形貨車
  - タキ13800形貨車
  - タキ14600形貨車
  - タキ14700形貨車
  - タキ14800形貨車
  - タキ18700形貨車
  - タキ18800形貨車
  - タキ18900形貨車
  - タキ14900形貨車
  - タキ15600形貨車
  - タキ15700形貨車
  - タキ15800形貨車
  - タキ15900形貨車
  - タキ16100形貨車
  - タキ16200形貨車
  - タキ16300形貨車
  - タキ16500形貨車
  - タキ16600形貨車
  - タキ16700形貨車
  - タキ17000形貨車
  - タキ17400形貨車
  - タキ17500形貨車
  - タキ17800形貨車
  - タキ17900形貨車
  - タキ18000形貨車
  - タキ18100形貨車
  - タキ18200形貨車
  - タキ64000形貨車
- 札幌市交通局
  - A870形電車
- 夕張鉄道
  - DD1000形ディーゼル機関車
- 東武鉄道
  - 1800系電車
- 西武鉄道
  - E851形電気機関車
  - D15形ディーゼル機関車
  - 101系電車
  - 5000系電車
- 東京モノレール
  - 500形電車
- 東京急行電鉄（現・東急）
  - 8000系電車
- 小田急電鉄
  - 5000形電車（初代）
- 京阪電気鉄道
  - 2400系電車
- 近畿日本鉄道
  - 8400系電車
  - 12200系電車
  - 18400系電車
  - モト51形電車
- 南海電気鉄道
  - 7100系電車
  - 22000系電車
- 阪神電気鉄道
  - 155形電車
- 大阪市交通局
  - 60系電車
- 北大阪急行電鉄
  - 2000形電車
- 神戸電気鉄道（現・神戸電鉄）
  - 1100系電車
- 中華人民共和国鉄道部（現・中国国家鉄路集団）
  - 東風4型ディーゼル機関車
- チェコスロバキア国鉄
  - タトラT4電車
- ロンドン地下鉄
  - C69・C77形電車
- 西ドイツ国鉄
  - 420形電車
- ブレンガルテン-ディーティコン鉄道
  - BDe8/8形電車
- スペイン国鉄
  - 289形電気機関車
- ユニオン・パシフィック鉄道
  - EMD DDA40X形ディーゼル機関車
  - GE U50C形ディーゼル機関車

### 消滅形式
- 日本国有鉄道
  - タ1900形貨車
  - タム9300形貨車

### 受賞
- 第12回ブルーリボン賞 - 日本国有鉄道 EF66形電気機関車
- 第9回ローレル賞 - 東京都交通局 6000系電車